# Jiong av Xia
Jiong (扃; Jiōng) var en kung under den kinesiska Xiadynastin. Hans regenttid uppskattas ha varat från 1607 till 1590 f.Kr.
Jiong blev regent i året WuXu (戊戌) efter att hans äldre bror Bu Jiang avlidit. Enligt Bambuannalerna tillträdde Jiong efter att hans bror abdikerat. Efter sin död efterträddes Jiong av sin son Jin.
Bu Jiangs biografi återfinns i de historiska krönikorna Shiji och Bambuannalerna.